# Alexander Stadium
Alexander Stadium – stadion lekkoatletyczny zlokalizowany w Perry Park w Birmingham. Obiekt spełnia wymagania IAAF względem przepisów budowy obiektów, dzięki czemu od 2011 roku rozgrywane są na nim zawody Aviva Birmingham Grand Prix wchodzące w cykl imprez Diamentowej Ligi.